# Conulites
Conulites es un género de foraminífero bentónico considerado homónimo posterior de Conulites Fischer de Waldheim, 1832, y sustituido por Dictyoconoides de la subfamilia Rotaliinae, de la familia Rotaliidae, de la superfamilia Rotalioidea, del suborden Rotaliina y del orden Rotaliida. Su especie tipo era Conulites cooki. Su rango cronoestratigráfico abarcaba el Luteciense (Eoceno medio).

## Clasificación
Conulites incluía a las siguientes especies:
- Conulites aegyptiensis †
- Conulites americana †
- Conulites carbonarius †
- Conulites cooki †
- Conulites kohaticus †
- Conulites tipperi †